# Elecciones provinciales del Chubut de 1963
Las elecciones generales de la provincia del Chubut de 1963 tuvieron lugar el 7 de julio del mencionado año con el objetivo de normalizar la situación constitucional de la provincia después del golpe de Estado de 1962 que derrocó a Arturo Frondizi e instauró la controvertida presidencia interina de José María Guido.
Triunfó y fue elegido Roque González, de la Unión Cívica Radical del Pueblo, y asumió el 12 de octubre, convirtiéndose en el primer gobernador electo nacido en la provincia. En segundo lugar quedaron los votos en blanco del peronismo proscrito y luego los demás partidos, la alianza entre el Partido Demócrata Progresista y la Unión Democrática del Chubut, la UCRI, y el Partido Demócrata Cristiano.
González no completaría el mandato constitucional, pues el 14 de octubre de 1965 fue destituido por un juicio político. La Legislatura electa tampoco pudo llegar a término debido al golpe de 1966.

## Resultados

### Gobernador y vicegobernador
|  | 58,80 % |

|  | 20,39 % |

|  | 8,57 % |

|  | 7,51 % |

|  | 4,73 % |

|  | 67,86 % |

|  | 23,80 % |

|  | 8,34 % |

|  | 100 % |

### Legislatura
|  | 57,44 % |

|  | 20,60 % |

|  | 9,01 % |

|  | 8,10 % |

|  | 4,84 % |

|  | 68,40 % |

|  | 23,03 % |

|  | 8,57 % |

|  | 100 % |